# Beata Wyrąbkiewicz
Beata Wyrąbkiewicz (ur. 16 stycznia 1972 w Toruniu) – polska aktorka dubbingowa, musicalowa, teatralna, a także filmowa.

## Życiorys
Związana z teatrami Studio Buffo i Roma. Grała główną rolę Anki w musicalu Metro w reżyserii Janusza Józefowicza. W latach 90. XX w. śpiewała w programie MdM Manna i Materny. W 2000 roku została wydana płyta Grosz do Grosza z udziałem Beaty Wyrąbkiewicz, Anny Mamczur i Barbary Melzer z niektórymi piosenkami, wykonywanymi w tym programie.
Pojawiała się też jako wokalistka w niektórych odcinkach programu Telewizyjnej Dwójki Bezludna Wyspa.
Od 2002 roku jest jedną z wokalistek w koncertach Kwartetu Szafa Gra, gdzie wykonuje covery znanych piosenek. Oprócz tego występuje czasem gościnnie na innych koncertach. 15 marca 2003 roku wystąpiła w spektaklu Mandarynki i pomarańcze. W 2012 roku występowała w spektaklu I tak cię kocham jako Lili.
Piosenki w jej wykonaniu można usłyszeć na kilku składankowych płytach ze Studia Buffo oraz związanych z musicalami, w których występowała.
Nagrała kilka płyt dla dzieci związanych z programami Mama i ja oraz Domisie. Oprócz tego jej piosenki są na kilku innych płytach dla dzieci, między innymi z serii Wesołe Podwórko oraz Pioseneczki Jedyneczki. Wzięła udział w nagraniu słuchowisk, zawartych na dwóch płytach, pod tytułem Tam, gdzie mieszkają bajki. Nagrała również kilka audiobooków dla dzieci.
Swój talent do udawania głosu małego dziecka wykorzystuje w dubbingu do animacji, w latach 1992–2000 użyczała głosu kukiełce Margolci w programie Mama i ja. W 1999 roku występowała w programie dla dzieci Lato z Kąfacelą w dwóch rolach jako Margolcia i we własnej osobie. Od 2014 roku znów podkłada głos pod tę postać w programie Margolcia i Miś zapraszają dziś, a także od 2019 roku w programie Przyjaciele Misia i Margolci. Pojawiała się również w niektórych odcinkach programu Jedyneczka, wykonując część piosenek będąc jednocześnie prowadzącą ten program, a także wcielała się w różne postacie w programie Bajeczki Jedyneczki. W latach 2004–2018 występowała jako Pysia w programie telewizyjnym Domisie oraz w spektaklach teatralnych dla dzieci Domisie (dawniej Teatr Palladium i Teatr Kamienica, obecnie jedynie imprezy okolicznościowe) i Wielka Przygoda Małej Księżniczki (dawniej Teatr „Capitol” i imprezy okolicznościowe).
Od 2016 roku pojawia się w niektórych odcinkach dwóch produkcji TVP – Czytanie przed spaniem oraz W krainie baśni.
31 stycznia 2011 roku ponownie zagrała główną rolę Anki w Metrze z okazji 20-lecia musicalu. W 2013 roku wzięła udział w nagraniu charytatywnego teledysku Realicja: Magia Świąt. 4 czerwca 2014 zagrała jedną z pobocznych ról w spektaklu Metro dla Alicji, zorganizowanym w celu zebrania pieniędzy dla Alicji Borkowskiej, artystki z pierwszej obsady, która przeszła udar mózgu.
Ma córkę Zofię, która urodziła się w 2005 roku.

## Spektakle teatralne
- Metro w teatrze Studio Buffo – Anka
- Do grającej szafy grosik wrzuć
- Grosik 2
- Przeboje
- Obok Nas
- 2000: Piotruś Pan w teatrze Studio Buffo – Dorosła Wendy
- 2001: Niedziela na Głównym
- 2002–2004: Grease w Teatrze Muzycznym Roma – Sandy Dumbrowski
- 2012–2013: I tak cię kocham w Teatrze Kamienica – Lili

## Słuchowiska radiowe
- 2000: Królowa mokradeł – Sylwia
- 2001: Aniołowie się radują – Żaneta
- 2005: Boży wojownicy – udział w jednej z piosenek
- 2007: Ratowanie królewny – Królewna
- 2009: Mała Syrenka – rola Małej Syrenki

## Audiobooki
- A kto to? Sroka, wyd. Multico, 2006 (ISBN 978-83-7073-464-0)
- A kto to? Motyl, wyd. Multico, 2006 (ISBN 978-83-7073-461-9)
- A kto to? Biedronka, wyd. Multico, 2007 (ISBN 978-83-7073-463-3)
- A kto to? Wiewiórka, wyd. Multico, 2007 (ISBN 978-83-7073-464-0)
- Martynka: Ulubione opowieści, wyd. Papilon – Publicat, 2012 (ISBN 978-83-245-9852-6)
- Martynka: Niezwykłe opowieści, wyd. Papilon – Publicat, 2012 (ISBN 978-83-245-9851-9)
- Tropiciele: Lektury do słuchania, wyd. WSIP, 2013

## Filmografia
- 1992–2000: Mama i ja – Margolcia (głos)
- 1999: Lato z Kąfacelą –
  - Margolcia (głos),
  - ona sama
- 2000–2007: Jedyneczka
- 2004–2018: Domisie – Pysia
- 2008–2009: Baśnie i bajki polskie – różne role (głos, odc. 15-24)
- 2014–2019: Margolcia i Miś zapraszają dziś – Margolcia (głos)
- 2019–nadal: Przyjaciele Misia i Margolci – Margolcia (głos)

## Polski dubbing
Poniższy spis zawiera tylko wybrane role dubbingowe Beaty Wyrąbkiewicz.

### Filmy i seriale
- 1995: Zwariowane melodie
- 1995: Tom i Jerry
- 1996: Nowe przygody Madeline
- 1996: Calineczka – Calineczka
- 1998: Omer – Omer
- 1998–2004: Niedźwiedź w dużym niebieskim domu (pierwsza wersja dubbingowa) – Misia Ojo
- 1998–2004: Laboratorium Dextera – Dee Dee
- 1998: Koty nie tańczą – Darla Dimple
- 1998–1999: Kot Ik! – Sandee
- 1998–2004: Johnny Bravo – Suzy
- 1998: Piękna i Bestia. Zaczarowane Święta
- 2000: Magiczny autobus – Janet
- 2000: Kocia ferajna w Beverly Hills (druga wersja dubbingowa) – Amy
- 2000: Laboratorium Dextera: Wyprawa w przyszłość – Dee Dee
- 2000: Gruby pies Mendoza – Pirania
- 2000–2001: Mike, Lu i Og – Lu
- 2000: Mickey: Bajkowe święta – Myszka Minnie (śpiew)
- 2001–2003: Aparatka
- 2001: Przygody Timmy’ego / Wróżkowie chrzestni –
  - Trixie Tang,
  - Poof (odc. 83-87),
  - Gniew (odc. 4b),
  - Błyska (odc. 5b),
  - jeden z dzieciaków (odc. 6a),
  - wróżka w niebieskiej sukience (odc. 6b),
  - mała blondwłosa deskorolkarka (odc. 8a),
  - Gibka Szybka Betty (odc. 14a),
  - Trilly, ciachochichotka (odc. 23b),
  - Nadlord Blee (odc. 23b),
  - Tootie (piosenka w odc. 24, odc. 72a, 88, 93b, 102b),
  - Zębowa Wróżka (piosenka w odc. 24, odc. 92b, 150-151),
  - Britney Britney (odc. 25a),
  - jedna z wróżek (odc. 25b),
  - dzieciaki (odc. 26a),
  - jedna z klientek (odc. 83a),
  - Mary Lou (odc. 87a),
  - Sanjay (piosenka w odc. 88)
- 2002–2008: Kredonia – Penny
- 2002–2005: Dziewczyny, chłopaki
- 2002–2004: Fillmore na tropie –
  - Karen Tehama,
  - Joyce (odc. 12)
- 2002: Bawmy się, Sezamku – Pysia
- 2002: Fimbusie – Rózia
- 2002: Maks i Ruby – Lilcia
- 2002: Królowie i królowe – Królowa Mini Mini
- 2003–2016: seria Pradawny ląd – Cera
- 2003: Kubusiowe opowieści – Kessie
- 2003–2004: Pełzaki – Angelica
- 2003: O rety! Psoty Dudusia Wesołka – Mila (seria 4, wersja DVD)
- 2003: Uroczy zakątek (pierwsza wersja dubbingowa)
- 2003: Młodzi Tytani – Gwiazdka
- 2003: Pełzaki szaleją – Angelica
- 2003: Wielka przygoda prosiaczka Wilbura: Sieć Charlotty 2 – Cardigan
- 2003: Konkurs kulinarny – Hannah
- 2004: Mulan II – Su
- 2004: Mickey: Bardziej bajkowe święta – Myszka Minnie
- 2004: Mickey, Donald, Goofy: Trzej muszkieterowie – Myszka Minnie
- 2004: Ruchomy zamek Hauru – Mała Sofi
- 2004: Opowieści z Kręciołkowa – Róża
- 2004: Thunderbirds – Tin Tin
- 2004: Pamiętnik księżniczki 2: Królewskie zaręczyny – Brigitte
- 2004: Yu-Gi-Oh! Ostateczne starcie – Téa
- 2004: Przyjaciele z podwórka – Kanguś
- 2004–2007: Leniuchowo – Trixie
- 2005–2007: Kod Lyoko – Aelita Stones (Hopper lub Schaeffer)
- 2005: Kubuś Puchatek: Czas prezentów – Kessie
- 2005–2006: Smocze opowieści – Kati
- 2005: Charlie i fabryka czekolady – Veruca Salt
- 2005: Kurczak Mały
- 2005: Nowe szaty króla 2: Kronk – Nowe wcielenie
- 2005: Kubuś i Hefalumpy
- 2005: Pingwiny z Madagaskaru: Misja świąteczna
- 2005: Mali Einsteini – Zuzia
- 2005: Harcerz Lazlo – Patsy Śmiech
- 2005: Johnny Test – Sissy
- 2005: Nowy dom – Laula
- 2005: Strażackie opowieści – Pola
- 2005: Ruchomy zamek Hauru – Młoda Sophia
- 2005–2007: Podwójne życie Jagody Lee –
  - Ashley,
  - Lily
- 2005–2008: Nie ma to jak hotel – Janice i Jessica (odc. 41, 46, 49-51, 54, 81)
- 2005: Mary Poppins – Winifred Banks
- 2005: Miasteczko Halloween – Shock
- 2006–2007: Młodzi mistrzowie Shaolin – Yang Su (odc. 12)
- 2006: Bratz: Szczenięca lata – Śpiew piosenek
- 2006: Pinky Dinky Doo –
  - Abby (odc. 84),
  - Lulu (odc. 92)
- 2006: Kryptonim: Klan na drzewie – Pacjent C (odc. 58b)
- 2006: Po rozum do mrówek – Tiffany Nickle
- 2006: Klub przyjaciół Myszki Miki –
  - Minnie,
  - Pisklak (odc. 3),
  - Mały czerwony ptaszek (odc. 29),
  - Kurczak Boo-Boo (odc. 36-37)
- 2006: Było sobie życie
- 2006: Miki i Donald przedstawiają Goofy’ego sportowca – Myszka Minnie
- 2006: Królik Bugs: 1001 króliczych opowiastek –
  - Gretel,
  - Czerwony Kapturek
- 2006: Kaczor Donald przedstawia – Myszka Minnie
- 2006–2010: Świat małej księżniczki – Księżniczka
- 2006: Skok przez płot – opos Heather
- 2006-2013: Złota Rączka – Świetlik
- 2006: Polly World –
  - Caroline Hall,
  - Lizzie
- 2006: Magiczne przygody misia Ruperta
- 2006: High School Musical – Kelsi
- 2007: High School Musical 2 – Kelsi
- 2007-2015: Fineasz i Ferb –
  - Vanessa Dundersztyc,
  - Gretchen / Greta (niektóre odcinki),
  - gwary (odc. 11, 15-17),
  - jedna z modelek (odc. 12a),
  - kobieta w centrum handlowym (odc. 12a),
  - Tink (basistka z zespołu Bettys) (odc. 15a),
  - dziecko (odc. 17),
  - dziewczyna (odc. 17),
  - dziewczyna w muzeum (odc. 17),
  - Fifi (odc. 17b),
  - dziewczyna #34 (odc. 15),
  - Jenny (odc. 23b, 30a, 57b),
  - Katie (odc. 24),
  - Dziewczyna Louisa (odc. 28b),
  - klientka restauracji (odc. 31b),
  - Mishti (odc. 40a),
  - Sally (odc. 44b),
  - mama Baljeeta (odc. 54a),
  - doktor Hirano (odc. 55b),
  - jedna z fanek Maxa Modema (odc. 58b),
  - dziewczyna w serialu Dziobak i dziewczyna (odc. 59),
  - instruktorka yogi (odc. 60),
  - Tykera Kwok (odc. 70b),
  - dziewczynka (odc. 72b),
  - kosmonautka (odc. 75b),
  - Anne (odc. 78a),
  - żywe prześcieradło (odc. 79a),
  - kobieta z widłami (odc. 79a),
  - nauczycielka w akademii pieczenia (odc. 79a),
  - dzieciak (odc. 82b),
  - kosmozombie udająca ranną plażowiczkę (odc. 83b),
  - jeden z dzieciaków (odc. 83b),
  - dziewczyna (odc. 89a),
  - kobieta w balonie (odc. 89a),
  - Bridgette Oshinomi (odc. 91b),
  - jedna z matek (odc. 93a),
  - lodziarka (odc. 95a),
  - stewardesa (odc. 97),
  - jedna z członkiń Plecakoszwadronu (odc. 99b),
  - rudowłosa dziewczyna Dundersztyca w fioletowej sukni (odc. 100),
  - Ginger Hirano (odc. 105ab, 114b, druga kwestia w odc. 117b),
  - Milly (odc. 105b, 109b)
- 2007: Josie i Kociaki – Melody Valentine
- 2007–2008: Barney i przyjaciele – B.J.
- 2007: Byli sobie odkrywcy (druga wersja dubbingowa)
- 2007: Smocze wzgórze – Wykonanie piosenki
- 2007: iCarly – Missy Robinson
- 2007: Truskawkowe Ciastko – Anielski Torcik (seria II)
- 2007: Shrek Trzeci – Mama Tomka
- 2007: Film o pszczołach
- 2007: Bakugan: Młodzi wojownicy – Julie
- 2007: Most do Terabithii
- 2007: Betsy Balonówna. Podróż przez Yummi-Land – Betsy Balonówna
- 2007: Mój mały kucyk (druga wersja dubbignowa) – Beza
- 2007–2008: Pradawny ląd – Cera
- 2008: Dex Hamilton – Kosmiczny entomolog –
  - Andrea (odc. 1),
  - Brim (odc. 13)
- E2008: Szopy pracze –
  - Sophia Tutu (odc. 28),
  - Komputer (odc. 31)
- E2008–2013: Złota Rączka –
  - Świetlik,
  - Lusia (odc. 53b),
  - Aurelia (odc. 60b),
  - Helenka (odc. 68b),
  - pani Ayala (odc. 79a)
- 2008: Inazuma 11 – Celia Hills
- 2008: High School Musical: El Desafio – Kelsi (dubbing i śpiew)
- 2008: Pokémon: Wymiar walki – Dawn
- 2008: Świat Questa – Droga
- 2008: Dzieciak kontra Kot – Dennis
- 2008: Horton słyszy Ktosia
- 2008: Wyprawa na Księżyc 3D – Polly
- 2008: Stacyjkowo –
  - Wiki,
  - kierowniczka poczty (odc. MC18)
- 2008: Niezwykła piątka na tropie – Weronika (odc. 13)
- 2008: Paco, Nouky i Lola – Kaja (odc. 22)
- 2008–2010: Aaron Stone – Emma Lau / Mroczna Tamara
- 2008–2012: Pingwiny z Madagaskaru –
  - Oku (odc. 38a)
  - lampart morski Żarłok (odc. 63),
  - Samuel (odc. 64b)
  - księżniczka jednorożec (odc. 74)
- 2008: Wakfu – Adamai
- 2008: Dziesięcioro przykazań – opowieści dla dzieci
- 2008-2016: Marta mówi – Helenka
- 2008: Stacyjkowo –
  - Wiki,
  - kierowniczka poczty (odc. MC18)
- 2008: Pełzaki w Paryżu – Angelica
- 2009: Przygody Elma w Krainie Zrzęd – Gryzia
- 2009: Hannah Montana: Film – Dziewczyna W Klubie
- 2009–2013: Sally Bollywood –
  - Cassy,
  - Alice,
  - Rebecca,
  - Luna,
  - Naomi,
  - Vanessa,
  - Betty,
  - Stephanie,
  - Vanila,
  - Erna
- 2009: Dinopociąg –
  - Patrycja Paleobatrach (odc. 9b, 16a, 19b, 57b),
  - Lidia Lambeozaur (odc. 30a, 40a, 51b, 60b),
  - Cynka Cimolestes (odc. 32b, 36b, 48b, 50a, 62a, 71a),
  - Sandra Rozgwiazda (odc. 44b)
  - żaba (odc. 46a),
  - żółwie (odc. 46a)
- 2009: My Little Pony: Poznajcie kucyki – Pinkie Pie
- 2009: Tajemniczy Sobotowie – Wadi
- 2009: Program ochrony Księżniczek – Brooke
- 2009: Pokémon: Arceus i Klejnot Życia – Dawn
- 2009: Tajmiaki – Stephanie
- 2009: "Bionicle: Odrodzenie Legendy" – Kiina
- 2009–2011: Agent specjalny Oso –
  - Stefka (odc. 1a),
  - Jadzia (odc. 2b),
  - Mama Józia (odc. 3a),
  - Mama Kuby (odc. 9b),
  - Ania (odc. 10a),
  - Tosia (odc. 13a),
  - Mama Wojtka i Karola (odc. 14a),
  - Mama Dawida (odc. 21a),
  - Mama Zosi (odc. 25b),
  - Ewelinka (odc. 26a),
  - Eliza (odc. 27a),
  - Mama Piotrka (odc. 28b),
  - Kama (odc. 29a),
  - Mama Remka (odc. 30a),
  - Ola (odc. 31a),
  - Irka (odc. 34b),
  - Gabrielka (odc. 38b),
  - Mama Aleksandra (odc. 39b),
  - Ciocia Stefa (odc. 40a),
  - Nicole (odc. 40b),
  - Lidka (odc. 41b),
  - Nadia (odc. 42b),
  - Mama Makarego i Cyryla (odc. 43a),
  - Marika (odc. 44a),
  - Lena (odc. 45b),
  - Jola (odc. 46b),
  - Karolka (odc. 47a),
  - Julka (odc. 48b),
  - Aurelia (odc. 49a),
  - Jaśminka (odc. 50b),
  - Lia (odc. 51b),
  - Avery (odc. 52b),
  - Min (odc. 55a),
  - Mama Dimitrija (odc. 55b),
  - Panna Kovac (odc. 56a),
  - Lucia (odc. 58a),
  - Amy Lou (odc. 60a)
- 2009–2010: Roztańczona Angelina: Nowe kroki – Viki
- 2010: Piżamiaki – Krowandzia (piosenki krótkometrażowe)
- 2010: Kajtuś (pierwsza wersja dubbingowa serii V)
- 2010: Dalej, Diego! – Klik
- 2010: Connor Heath: Szpieg stażysta –
  - Marla (odc. 7),
  - Elena (odc. 13)
- 2010: Randka z gwiazdą – AJ
- 2010: Pokémon: Galaktyczne bitwy – Dawn
- 2010: Winx Club: Magiczna przygoda – Tune
- 2010: Pokémon: Zoroark, mistrz iluzji – Dawn
- 2010: Wakfu – Adamai
- 2010: Troskliwe Misie: W blasku gwiazd – Błyszczyk
- 2010: Oktonauci – Ksenia
- 2011–2014: Kotka Pusia – Myszka Mikruś
- 2011–2015: Butik Minnie – Minnie
- 2011: Przypadki nastolatki – panna Sunnyday (odc. 46)
- 2011: Kung Fu Panda: Legenda o niezwykłości – (odc. 26 – Ba Li, odc. 48 – Yan Fan)
- 2011: Power Rangers Samurai – Lauren
- 2011; Banany w piżamach – Lulu
- 2011: Pokémon: Gwiazdy Ligi Sinnoh – Dawn
- 2011: Abby i latająca szkoła wróżek – Abby
- 2011: Przypadki nastolatki – panna Sunnyday (odc. 46)
- 2011: Mała syrenka (druga wersja dubbingowa) – Perła (odc. 11, 14)
- 2012: Kopciuszek (druga wersja dubbingowa)
- 2012: Tickety Toc
- 2012–2013: Krypto superpies – Isis
- 2012–2013: Spike Team – Patty
- 2012: Futurama – Ambriel (odc. 25)
- 2012: Przygody Myszki Miki i Kaczora Donalda (druga wersja dubbingowa) – Minnie
- 2012: Koszykarze – Mia
- 2012: Liga Młodych – Artemis / Tygrysica
- 2012: Niesamowity Spider-Man – Mary Parker
- 2012–2014: Spike Team – Patty
- 2012–2014: Kaktus i Mały –
  - Mama Małego,
  - Nauczycielka
- 2012: Zielona Latarnia – Aya
- 2013: Kocurro – Iza
- 2012: Wodnikowe Wzgórze – (odc. 28 – Koniczynka)
- od 2012: Klub Winx –
  - Daphne (sezony 5-7)
  - Icy (sezon 8)
- 2013: Jej Wysokość Zosia: Była sobie księżniczka
- 2013: Troskliwe Misie: Witamy w Krainie Troskliwości –
  - Ciekawisia,
  - fioletowa Megamiśka (odc. 21)
- 2013: Tajemnica zielonego królestwa
- 2013: Fred szczęściarz – Nora
- 2013: Lego Friends – Andrea
- 2013: Monster High: Upioryż – Miasto strachu – damski głos z lotniska
- 2013: Wróżkowie chrzestni: Timmy ratuje święta – Tootie
- 2013: Super zdrowe potwory – Abby
- 2013: Crash i Bernstein – Tina (odc. 21)
- 2013: Fantastyczny pan Lis
- 2013: Akademia tańca –
  - lektor (odc. 1-30),
  - Deborah (odc. 1, 17),
  - napis (odc. 13, 27),
  - głos kobiecy (odc. 30)
- 2013–nadal: Myszka Miki – Minnie
- 2013: Psi patrol – Chase
- 2013: Syreny z Mako – Rita
- 2013: Ever After High – Amora
- 2013: Henio Tulistworek – Greta (dubbing i śpiew)
- 2013–2014: Sabrina, sekrety nastoletniej czarownicy – nauczycielka biologii (odc. 25)
- 2013–2014: Glitter Force Doki Doki – Rory i Dina
- 2013–2015: Violetta – kandydatka na nauczycielkę Violetty (odc. 186)
- 2014–2017: Zack i Kwak – Hop
- 2014: Sylwester i Tweety na tropie (trzecia wersja dubbingowa) –
  - pani weterynarz (odc. 51a),
  - myszka Manx (Smarkaś) (odc. 52a),
  - dziennikarka (odc. 52b)
- 2014–2019: Młodzi Tytani: Akcja! –
  - Gwiazdka,
  - Akdzaiwg (odc. 40a)
- 2014–2019: My Little Pony: Przyjaźń to magia –
  - Ocelka,
  - Sweetie Belle (odc. 97-98),
  - Pipsqueak (odc. 80, 110, 165),
  - Seabreeze (odc. 81),
  - Mały żółty kucyk z turkusową grzywą (odc. 85),
  - Sugar Belle (odc. 92-93, 179, 219),
  - gwary (odc. 95),
  - Jasne Niebo (odc. 96)
- 2014: Petz Klub –
  - Solena, siostra Jeremiego (odc. 14),
  - siostra Jeremiego (odc. 20),
  - Emma (odc. 33),
  - Klementyna (odc. 35),
  - dziewczynka w czapce (odc. 38),
  - Judyta (odc. 39),
  - Alicja (odc. 41)
- 2014: Jasiek i Tyćki – Ziółko
- 2014: Ever After High – Amora
- 2014: Totalna Porażka na wyspie Pahkitew – Sugar
- 2014: Kasia i Mim-Mim – Lilka
- 2014: Scooby Doo: Koszmarne bramki
- 2014: Doraemon – Shizuka Minamoto
- 2014: Happy wkręt 2
- 2014: Koń by się uśmiał – Myszka Minnie
- 2014: Pszczółka Maja (serial animowany 2012) – Beatka (druga wersja)
- 2014: Mako Mermaids: Syreny z Mako – Rita
- 2014: Barbie: Perłowa księżniczka – Księżniczka Lumina
- 2014: Piotruś Królik – Kłapcia
- 2014: Szeryf Kaja na Dzikim Zachodzie – Priscilla
- 2014: Pound Puppies: Psia paczka –
  - Kipster (odc. 30),
  - Dziewczynka (odc. 41),
  - Donny (odc. 47),
  - Reporter #1 (odc. 47),
  - Mama Allyson (odc. 49),
  - Szczeniak #2 (odc. 55),
  - Emily (odc. 57),
  - Pepita (odc. 60),
  - Bogaczka (odc. 60),
  - gwary
- 2014: Littlest Pet Shop – McKinna (odc. 27)
- 2014: Kroniki Xiaolin – Shadow
- od 2014: Dziewczyna poznaje świat –
  - Judy (odc. 10)
  - duch (odc. 36)
- 2014-2016, 2018: Pamiętnik Florki –
  - Gryzelda, mama Florki,
  - jedna z myszek trojaczek
- 2014–2018: Nicky, Ricky, Dicky i Dawn – Brooklyn (odc. 72-74, 77)
- 2014–2018: Wissper –
  - Katie,
  - hipopotam Hati,
  - Tygrys Stripes (odc. 86, 98-99, 104),
  - kukang Doris (odc. 87)
- E2015-2017: Sonic Boom –
  - Percy (odc. 45),
  - Zoey (odc. 46),
  - Belinda (odc. 89),
  - Staci (odc. 92)
- 2015: Między nami, misiami –
  - czarnowłosa jubilatka (odc. P1),
  - blondwłosy chłopiec (odc. P1),
  - mała strażniczka #5 (odc. 62, 87-88),
  - dziewczynka w wypożyczalni kaset video (odc. 117)
- 2015: Przygody Nobity na Morzu Południowym – Shizuka Minamoto
- 2015: Totalna Porażka: Wariacki wyścig – Jen
- 2015: Troskliwe Misie i kuzyni – Ciekawisia
- 2015: Phantom Boy – Mary, Titi
- 2015: Lego Elves – Naida Riverheart
- 2015: Świń Koza Banan Robal – Koza
- 2015: Magiczne magiimiecze – Morbidia, Czarownica Simone, Penny Plazma
- E2015: Doraemon: Ludzie wiatru – Shizuka Minamoto
- E2015: Doraemon: Zielona Planeta – Shizuka Minamoto
- E2015: Przygody Nobity na Morzu Południowym – Shizuka Minamoto
- 2015–2019: Inwazja kórlików – Ala (odc. 40, 45, 48-49, 52)
- 2015–2016: Jestem Franky – Loli Rivas
- 2015, 2019: Agatka –
  - mama Agatki,
  - czerwonopaskowe mydło,
  - żaba Klementyna
- 2016: Olinek Okrąglinek – Zolinka (odc. 40-78)
- 2016: Atomówki –
  - Sara Bellum
  - Księżniczka Blubella
  - mama Danny’ego
- 2016: Bumble i Gumble –
  - Snorg,
  - Jola,
  - Bumela
- 2016: Fresh Beat Band. Kapela detektywów – Zosia Zi (odc. 9)
- 2016: Luna Petunia – Karoo, babcia Sammiego
- 2016: Matka i córka: Podróż do marzeń – Sigbritt Edvardsson
- 2016: Lego Friends: Moc przyjaźni – Andrea
- 2016: Basia – mama Basi
- 2016: Krecik i Panda –
  - Krecik,
  - wykonanie piosenek czołówkowej i końcowej
- 2016–2017: Falsyfikot –
  - mama wielkiego kota (odc. 1b),
  - Giselle, odkurzacz (odc. 2a),
  - biały kot (odc. 3b),
  - recepcjonistki (odc. 5a),
  - przestraszona kobieta (odc. 5a),
  - brązowy szop (odc. 5b)
- 2017: Miki i raźni rajdowcy – Myszka Minnie
- 2017: Lego Elves: Tajemnice Elvendale – Naida Riverheart
- 2017: Mała szkoła Helenki – Królewna
- 2017: Halloween z Mikim: historia straszliwa – Myszka Minnie
- 2017: Pat i świat
- 2017: Zgrana piątka – królik Kimi
- 2017: Paprika – Oliwia
- 2017: Top Wings Ptasia Akademia – Shirley Wiewióra
- 2017: Magiczna zima Muminków – Wiewiórka
- E2017: Tomek i przyjaciele: Wyprawa poza wyspę Sodor –
  - Emilka,
  - Nieznośny wagonik 1
- E2017: Mirette na tropie – Charlotte (odc. 6)
- E2017-2019: Super Wings – Susanna (odc. 73)
- 2018: Luna Petunia: Powrót do Zachwytlandii – Karoo
- 2018: Dzieciak rządzi: Znowu w grze – Staci
- 2018: Lego Elves (2018) –
  - Naida Riverheart
  - Skyra
- E2018: Cafe Myszka – Cafe Szwarc – Myszka Minnie
- E2018: Koko smoko 2: Przygoda w dżungli –
  - Ananas,
  - Mango,
  - Grejpfrut
- 2018: Littlest Pet Shop: Nasz własny świat – Petula Woolwright
- 2018: Smocza pilotka: Hisone i Masotan – Mayumi Hitomi
- 2018: Obóz na wyspie –
  - Alice
  - Król
- od 2018: Miraculum: Biedronka i Czarny Kot – Audrey Burgeoise
- 2019: Scooby-Doo! Koszmarne bramki (pierwsza wersja dubbingu)
- 2019: Scooby Doo i plażowy potwór – Kiki Brownstone (trzecia wersja dubbingu)
- 2019: Esme i Roy – Figa (odc. 4a, 5a, 7ab, 8a, 10b, 11a, 15a, 17ab, 19b, 21ab, 24a, 25a, 26a)
- 2019: Corgi: Psiak Królowej – Mitzy
- 2019: YooHoo na ratunek – Chewoo

Beata Wyrąbkiewicz od 2001 roku podkłada głos w głównej roli Barbie w każdym filmie o tej postaci, wykonując również większość piosenek:

- 2001: Barbie w Dziadku do orzechów –
  - Barbie,
  - Klara / Cukrowa Księżniczka
- 2002: Barbie jako Roszpunka –
  - Barbie,
  - Roszpunka
- 2003: Barbie z Jeziora Łabędziego –
  - Barbie,
  - Odetta
- 2004: Barbie jako Księżniczka i Żebraczka –
  - księżniczka Anna Luiza,
  - Eryka
- 2005: Barbie: Wróżkolandia – Elina
- 2005: Barbie i magia pegaza – Ksieżniczka Annika
- 2006: Barbie: Syrenkolandia – Elina
- 2007: Barbie jako księżniczka wyspy – Ro / Rosella
- 2007: Barbie i magia tęczy – Elina
- 2008: Barbie i diamentowy pałac – Liana
- 2008: Barbie w Wigilijnej Opowieści –
  - Barbie,
  - Eden Starling
- 2008: Barbie Mariposa – Elina
- 2009: Barbie przedstawia Calineczkę – Barbie
- 2010: Barbie w świecie mody – Barbie
- 2011: Barbie: Akademia Księżniczek – Blair
- 2011: Barbie: Idealne święta – Barbie
- 2012: Barbie: Księżniczka i piosenkarka – Tori
- 2013: Barbie i magiczne baletki – Kristin Farraday
- 2013: Barbie i siostry w Krainie Kucyków – Barbie
- 2013: Barbie Mariposa i baśniowa księżniczka – Barbie
- 2014: Barbie: Perłowa księżniczka – Księżniczka Lumina
- 2014: Barbie: Super księżniczki – Kara / Barbie
- 2014: Barbie i tajemnicze drzwi – Alexa
- 2015: Barbie: Rockowa księżniczka – Courtney
- 2015: Barbie i siostry: Wielka przygoda z pieskami – Barbie
- 2016: Barbie: Dreamtopia – Barbie
- 2016: Barbie: Gwiezdna przygoda – Barbie
- 2016: Barbie: Tajne agentki – Barbie
- 2016: Barbie i siostry na tropie piesków – Barbie
- 2017: Barbie: Delfiny z Magicznej Wyspy – Barbie
- 2017: Barbie Dreamtopia: Święto Zabawy – Barbie
- 2017: Barbie w świecie gier – Barbie

### Gry
- 2001: Julia. Podróż do przeszłości: Kolorowe lata 60. – Mel
- 2001: Muminki: Zima Muminków – Mała Mi
- 2002: Julia. Podróż do przeszłości: Szalone lata 20. – Mel
- 2002: Muminki: W Dolinie Muminków – Mała Mi
- 2003: Barbie z Jeziora Łabędziego: Zaczarowany las – Odetta / Barbie
- 2004: Barbie: Pokaz mody – Barbie
- 2004: Barbie: Przygody syrenki – Barbie
- 2005: Kopciuszek: Zostań księżniczką – Kopciuszek
- 2005: Kurczak Mały
- 2007: Księżniczka: Bajkowa podróż – Ariel
- 2007: Power Rangers: Super Legendy – Mighty Morphin’ Różowy Rangers
- 2008: Barbie: 12 tańczących księżniczek –
  - Genevieve (rozgrywka),
  - Lacey
- 2008: Mass Effect –
  - Jenna,
  - Talitha
- 2009: Dragon Age: Początek –
  - Habren,
  - Keili,
  - Petra,
  - Rica Brosca,
  - Unna,
  - Siostra Justyna,
  - Wyciszona,
  - Elfka o doświadczonym głosie,
  - Krasnoludzica o zmysłowym głosie
- 2010: ArcaniA –
  - Lisha,
  - Opętany mieszkaniec Setarrif
- 2010: Toy Story 3 – Rajdowiec
- 2011: League of Legends –
  - Annie,
  - Anivia Czarnego Mrozu,
  - Janna,
  - Pogodynka Janna
- 2011: Wiedźmin 2: Zabójcy królów – Carrie
- 2011: Winx Club: Urodziny Bloom – Amore
- 2012: ArcaniA: Upadek Setarrif –
  - Lisha,
  - Opętani mieszkańcy Setarrif
- 2012: Diablo III –
  - Karyna,
  - Szlachcianka,
  - Wilna Rathe,
  - Mieszkanka Twierdzy Bastionu,
  - Larra,
  - Torturowana ofiara,
  - Uchodźca,
  - Więzień Sabatu
- 2012: Sorcery: Świat magii – Erline
- 2012: XCOM: Enemy Unknown – Annette Durand
- 2013: Might & Magic: Heroes VI – Cienie mroku –
  - Xana,
  - Orna
- 2013: StarCraft II: Heart of the Swarm – Isza
- 2014: Diablo III: Reaper of Souls –
  - Klara,
  - Duch Jamelli
- 2015: Disney Infinity 3.0
- 2015: StarCraft II: Legacy of the Void – Isza